# كناري منزلي
ترنجي حُزَار أو الكناري المنزلي أو باختصار الكناري (الاسم العلمي: Serinus canaria domestica) هو النوع المدجن من الكناري البري وأحد أنواع الطيور المغردة ضمن فصيلة الشرشوريات حيث يعود منشؤه إلى جزيرة ماكارونيسيا (جزر الأزور، وماديرا، وجزر الكناري)
تربى الكناري ضمن رعاية الإنسان لأول مرة في القرن السابع عشر عندما أحضره بحارة أسبانيون إلى أوروبا. حيث كان وقتها مرتفع الثمن لذلك ألفت تربيته في بلاط الملوك الإنجليز والاسبانيون فقط.
أما الرهبان فقد بدأوا تربيته وقاموا ببيع الذكور فقط (لأنها التي كانت تغرد)، الأمر الذي أدى إلى تناقصها وبالتالي إلى ارتفاع ثمنها.
وأخيرا حصل الإيطاليون على الإناث وكانوا قادرين على تربية الطيور بأنفسهم، الأمر الذي أدى إلى ارتفاع شعبيتهم ونتج عنه العديد من السلالات الناشئة في جميع أنحاء أوروبا.
نفس الشيء حدث في إنجلترا، ففي البداية لم يكن يمتلك الطيور سوى الأغنياء، ولكن في النهاية استطاع المواطنون المحليون تربيتهم وارتفعت شعبيتهم مرة أخرى.